# GB Glace
GB Glace är ett varumärke för glass som ägs av Unilever. Tillverkningen bedrivs av Unilever Produktion AB, som har huvudkontor i Solna och produktionsanläggning i Flen. Företaget hade 500 anställda 2023. Sedan 1998 använder GB Heartbrand-märket som är gemensamt för de flesta glassföretag ägda av Unilever.

## Historia

### Ursprung
Glass har tillverkats i Sverige sedan slutet av 1920-talet. Stockholms första glasstillverkare hette Choklad-Thule. I Uppsala startade i början av 1930-talet företaget Fyris glasstillverkning. Fyris skulle dock försättas i konkurs 1933.
Pressbyrån samarbetade fram till 1934 med Choklad-Thule om leverans av glass. Detta år sade Pressbyrån upp avtalet och inledde egen tillverkning med Fyris gamla maskiner. Detta blev grunden till Alaska Glace i Stockholm.
Mjölkcentralen startade egen glasstillverkning 1934. Fabriken stod färdig inför vårsäsongen 1935. MC:s glass fick namnet Puck och den första Puckglassen såldes vid en utställning i mars. 1935 startade även Igloo Glace i Märsta. Hård konkurrens ledde till samgående mellan Igloo och MC.

### Glace-Bolaget
Idén om att tillverka glass kom via Eric Wilhelm Hanner som var son till en av cheferna på Mjölkcentralen (Arla), Axel David Hanner. Efter mycket tjat skickade Axel D. Hanner sin son Eric till New York[källa behövs], USA där han skulle tillbringa ett år med diverse studier och för att lära sig tillverka och marknadsföra glass. Tidigare hade Eric Hanner gjort studiebesök hos både danska och schweiziska glasstillverkare. Mjölkcentralen var ännu inte redo för att påbörja glasstillverkning när Eric Hanner återvände från USA, först 1934 ändrade Mjölkcentralen inställning.[källa behövs] Skälet var som Eric Wilhelm Hanner flera gånger påpekat att detta var ett bra sätt för Mjölkcentralen att utnyttja överskottet på mjölkfett som dittills hade slängts. Den första glassfabriken byggdes i Mjölkcentralens egna lokaler på Torsgatan i Stockholm och skulle stå färdig senast den första mars 1935. Kostnaden för fabriken och samtliga maskiner var 245 000 kronor och företaget döptes till Puck Glass. Dess första försäljning skedde 23 mars 1935.
I slutet av 1941 fanns totalt fyra glasstillverkare i Stockholm varav Mjölkcentralen var en. Glassfabriken Igloo införlivades med Mjölkcentralens glassbolag Puck 1942.[källa behövs] 1942 gick Mjölkcentralens glassavdelning och Choklad-Thule samman och köpte Alaska Glace. Det nya företaget fick namnet Glace-Bolaget (”Glace” är ett mer direkt inlån från franskan än den försvenskade formen ”glass”, men båda uttalas på samma sätt). Eric W. Hanner valdes till Glace-bolagets första verkställande direktör, en post som han behöll fram till sin pension 1972. Under andra världskriget var de flesta ingredienser i glass ransonerade. GB tvingades sänka fetthalten drastiskt och hitta ersättningar.[källa behövs]

1955 brukar ses som det år då glassen slog igenom i Sverige. GB och Trollhätteglass ökade produktionen, men tvingades importera glass från Danmark. Glassens status hade höjts, bland annat eftersom läkare hade börjat anse att glasskonsumtion var nyttig[källa behövs]. Två år senare, 1957, invigdes Skandinaviens största glassfabrik i Flen.

Galleri med fotografier tagna till Glace-Bolagets kundtidning av fotograf Rolf Hintze, 1958.
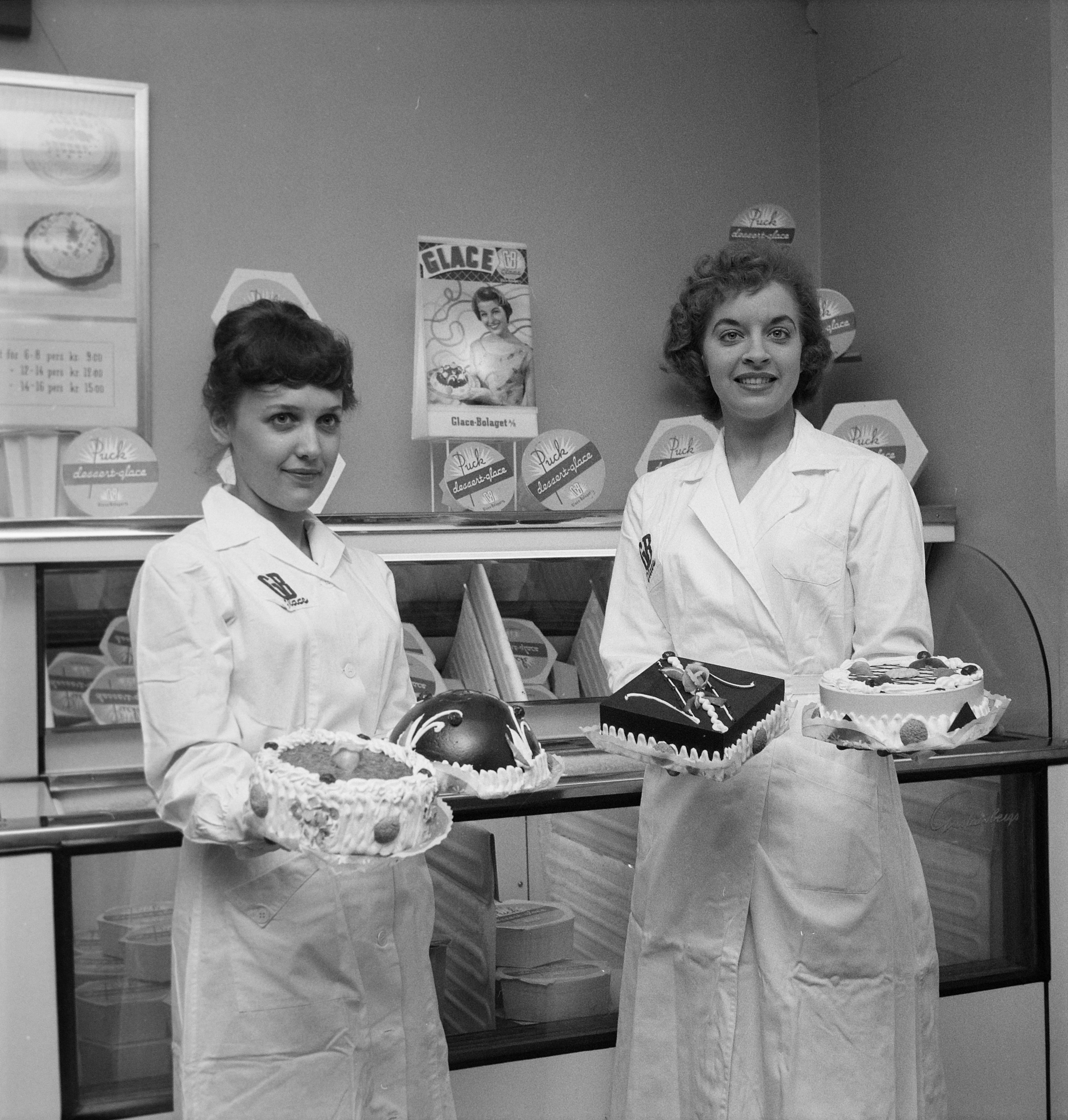
Glasstårtor.
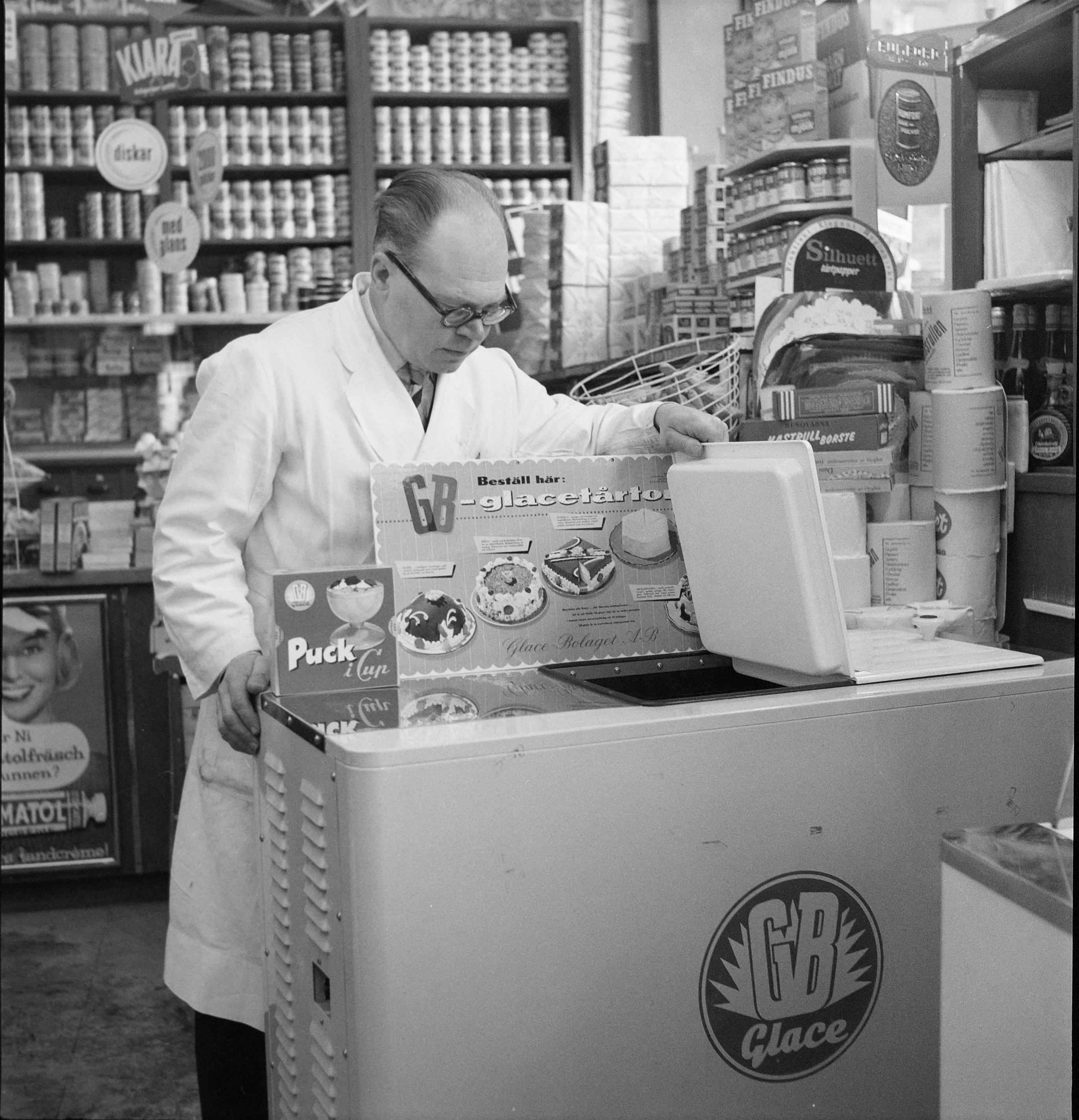
Glassfrys.
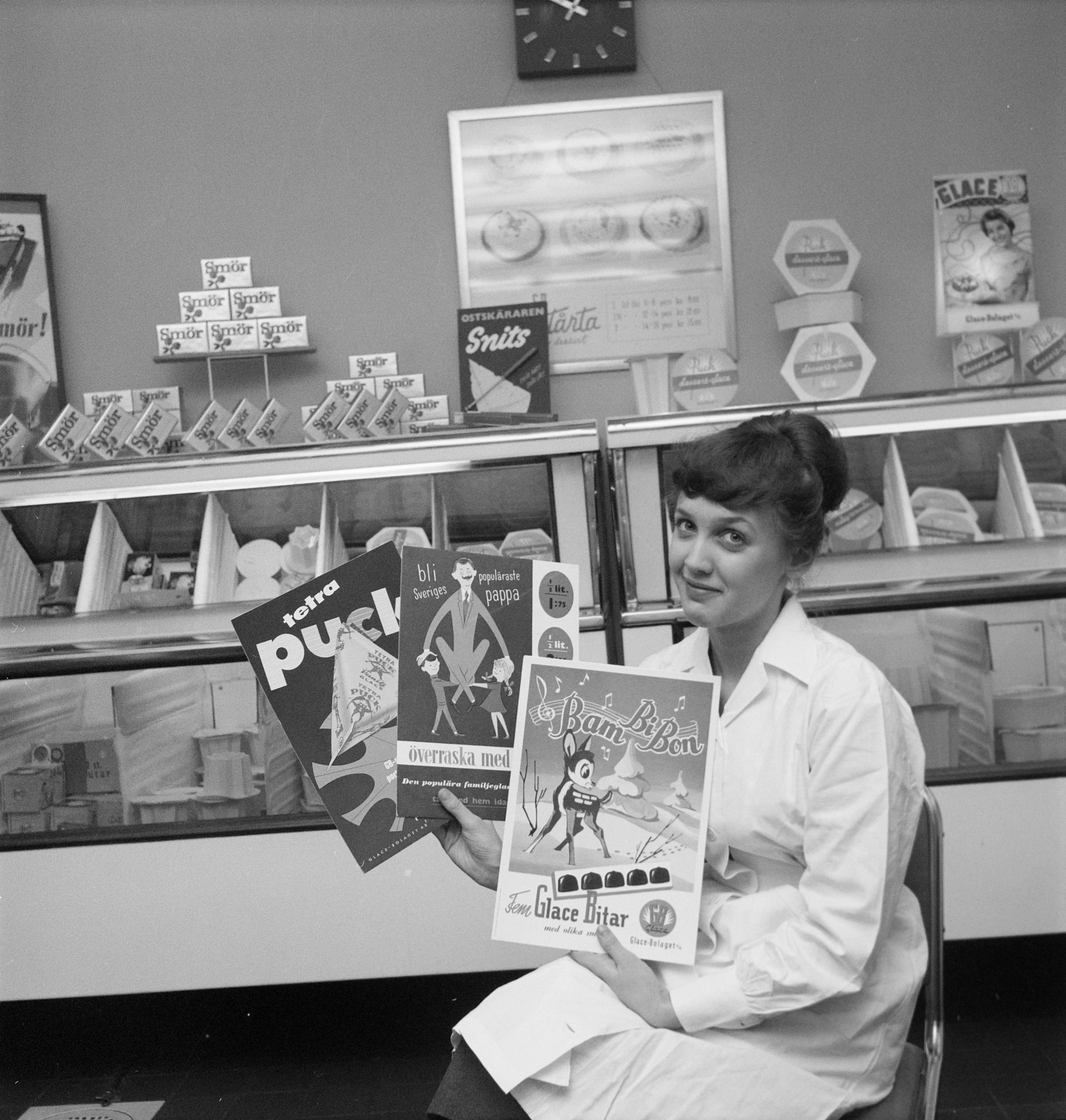
Glassreklam.
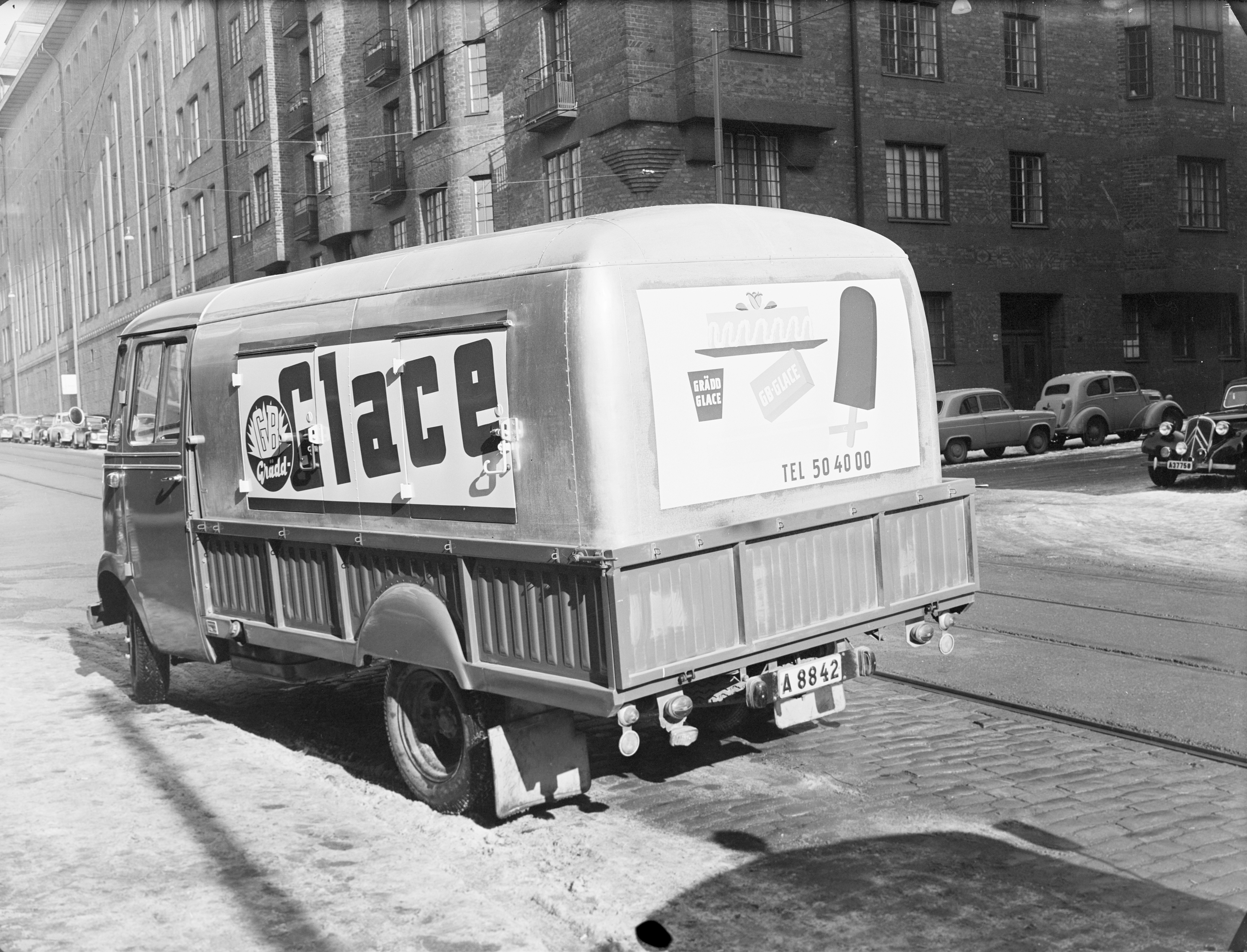
Glassbil.

### Fusioner och uppköp
GB:s konkurrenter Gille-Glace och Trollhätteglass köptes 1962 av Unilever.[källa behövs] Året därefter gick de sex mejeriägda glassföretagen Arla Glass (Göteborg), Cupglass (Örebro), Freja Glass (Gävle), Nordan Glass (Luleå) och Solglass (Karlstad) upp i GB. Detta gjorde att GB kom att finnas i nästan hela Sverige, undantaget Sydsverige.[källa behövs] GB kom till Sydsverige 1966. GB gick samman med Malmö Glass AB (Ge-Ge) och Åhus Glass. Företaget fick nu rikstäckande distribution.[källa behövs] 1971 invigdes GB:s nya fryslager utanför Flen med plats för 5 000 pallar glass. 1972 köps Strands Glass AB med fabrik i Öjebyn utanför Piteå. 1973 fusionerade Glace-Bolaget med Trollhätteglass och Unilever blev delägare i det nya bolaget. 88:an blev den enda glassen från Trollhätteglass som fortsatte produceras.[källa behövs]

### Unilever tar över
År 1985 beslutade Arla att sälja Glace-Bolaget till Unilever, men behöll tio procent av aktierna. I början av 1996 blev GB Glace ett helägt dotterbolag till Unilever. När Unilever tog över 1985 skedde en omfattande ombyggnad och nyinvigning av fabriken i Flen. Företaget hette Glace-Bolaget från början, men varumärket GB Glace var så välkänt att bolaget 1991 bytte namn till GB Glace. 1994 kom GB Glace till Finland. Man försökte även komma in på den norska glassmarknaden, men det misslyckades.[källa behövs]
1998 bytte GB Glace ut sin logotyp mot en ny med ett hjärta på. Hjärtat är gemensamt för alla Unilevers glassföretag. GB-gubben fick en ny kostym i gula, blåa och röda färger. 2003 förändrades åter den grafiska profilen för samtliga Unilever-företag. Hjärtat fick en något annorlunda utformning och samtliga förpackningar och annan grafisk kommunikation fick ansiktslyftningar. För GB Glace del innebar detta att GB-gubben återigen fick nya kläder.[källa behövs]
Under 2011 köptes finska konkurrenten Ingman Ice Cream av Unilever. Under 2013 integrerades verksamheterna och GB Glace upphörde att användas som varumärke i Finland.[källa behövs]

## GB-gubben, Clovve

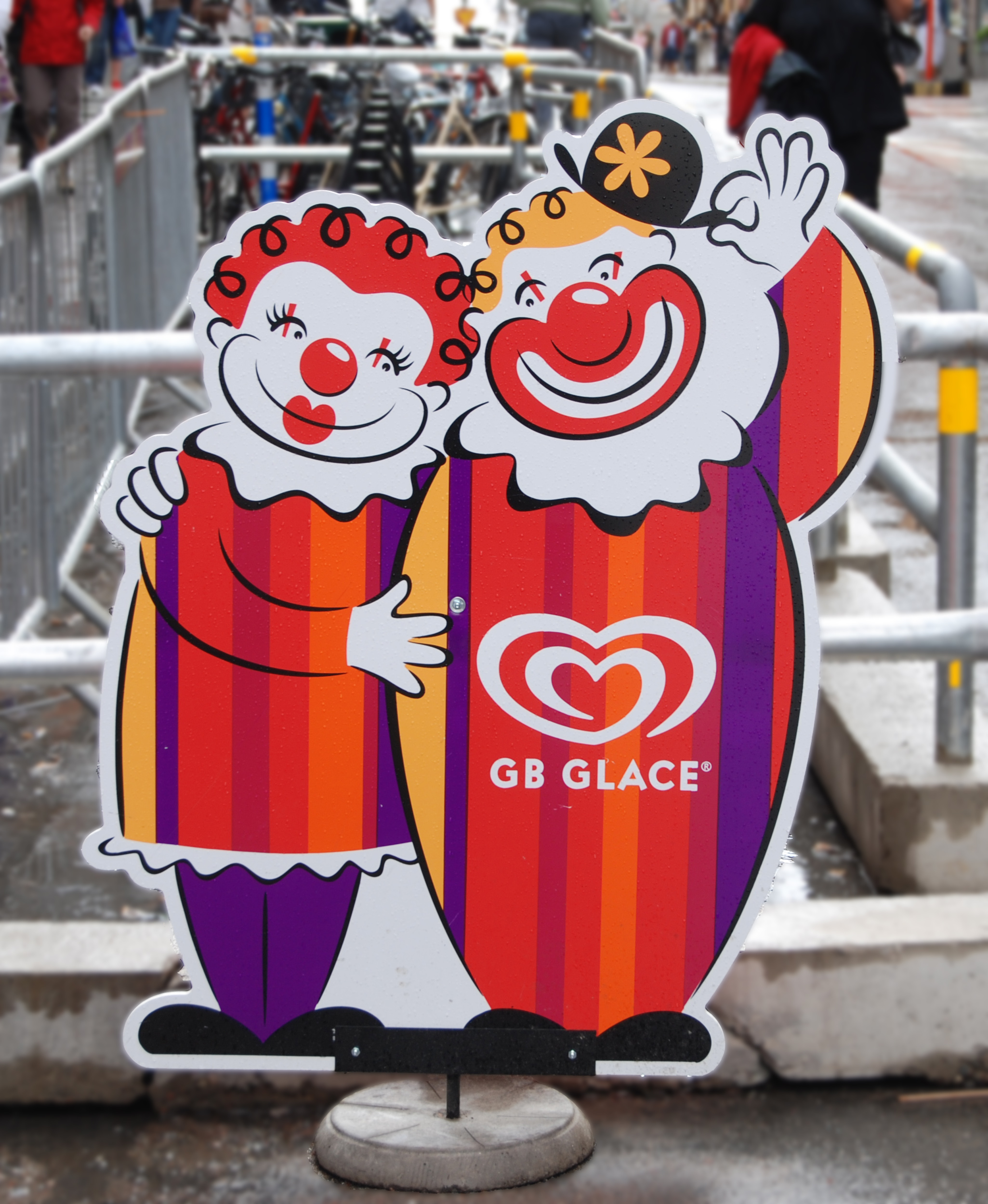
Clovve och Clovina 2009.

GB-gubben, även kallad Glassgubben, som egentligen heter Clovve, är symbolen för GB Glace. Från början var GB-gubben inte tänkt som en symbol för hela företaget utan enbart för en enda glass. 1965 infördes en glass som hette Pajaspinne, och i samband med detta skapades GB-gubben av Uno Hattling på Tessab reklambyrå som en symbol för just denna glass. Pajaspinnen levde inte kvar i så många år men GB-gubben överlevde glassen och med tiden blev den en symbol för hela företaget. Under början av 80-talet hade GB-gubben sällskap av en kvinnlig clown. Den 16 maj 2010 gifte sig GB-gubben med Clovina som är den kvinnliga motsvarigheten till Clovve. Giftermålet ägde rum på Liseberg.
GB-gubben är utformad som en clown med ett brett leende och i den vanligaste formen brukar han lyfta på hatten. GB-gubben har ända sedan från början varit klädd i en kostym som är randig och på magen har han alltid burit företagets logotyp. Enda undantaget var en kortare period då GB-gubben endast bar badkläder, vilket fick en del barn att undra varför GB-gubben var naken. GB bytte snabbt ut dessa skyltar tillbaka till de med den randiga kostymen. Ränderna på dräkten går i företagets färger. I början från 1960-talet och fram till 1998 hade GB-gubben en rund logotyp på magen som var den som GB Glace höll sig med då. Från 1998 bestämde sig Unilever som är ägaren till GB Glace att samtliga av deras företag skulle ha en enhetlig logotyp. Man tog fram en hjärtformad logotyp som ersatte bland annat den runda som GB Glace höll sig med. Därför ändrades symbolen på GB-gubben till denna nya symbol och färgerna på dräkten ändrades också något. I övrigt var GB-gubben oförändrad. 2003 ändrade Unilever sin symbol ännu en gång där den hjärtformade symbolen ändrade form något. Detta innebar att GB-gubben ännu en gång fick en ny symbol på magen.
GB-gubben brukar finnas synlig lite varstans i Sverige, oftast vid kiosker, men även vid affärer och kaféer. Det är framförallt på våren och sommaren som GB-gubben brukar vara väl synlig runtom i Sverige. Den kan finnas i stort sett alla sorts miljöer men är ofta ett vanligt inslag på platser där olika sommaraktiviteter kan förekomma som till exempel på badplatser och liknande. GB-gubben förekommer också ofta längs med vägar där kiosker, affärer och liknande ställer ut denna för att markera att de säljer glass.

## Fabriker

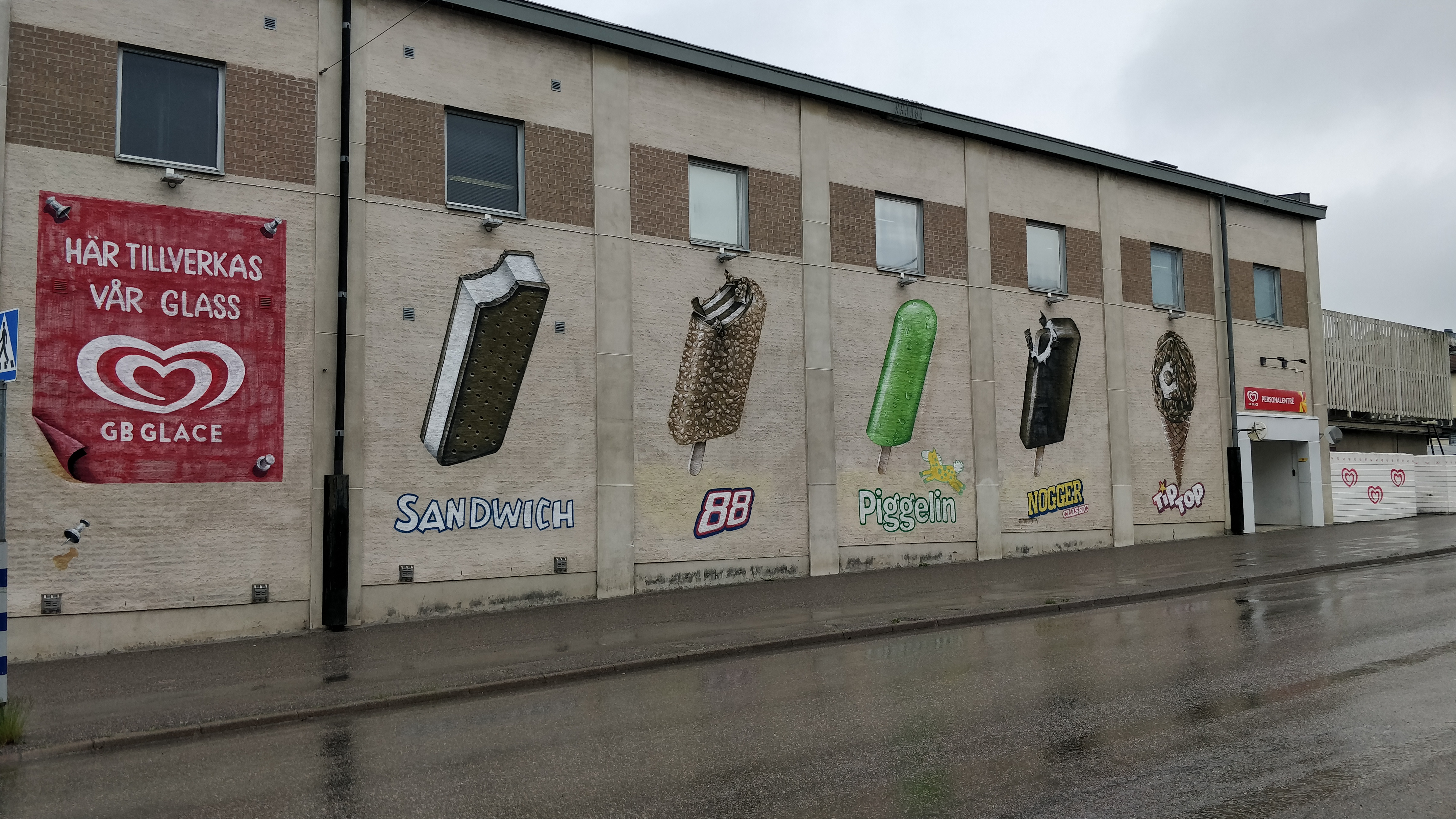
GB Glace-fabriken i Flen.

### Flen
GB Glace enda produktionsanläggning i Sverige är fabriken i Flen som öppnade 1957. Företaget säljer även glassar som producerats av Unilevers produktionsanläggningar i Europa.

### Tidigare fabriker i Sverige
De många sammanslagningarna under 1960-talet gjorde att Glace-Bolaget fick ett antal produktionsanläggningar utöver Flen. Många av dessa lades ner antingen omgående eller så småningom. Glassfabrikerna i Göteborg, Karlstad och Luleå överlevde några år efter fusion. Fabriken i Karlstad lades ner hösten 1967 och Göteborgsfabriken kort därefter. Fabriken i Luleå lades ner i samband med förvärvet av Strands Glass 1972.
Därefter hade GB utöver fabriken i Flen fabriker i Kyrkheddinge utanför Staffanstorp (övertagen vid köpet av GeGe-glass 1966) och Öjebyn utanför Piteå (övertagen vid köpet av Strands Glass 1972). Efter fusionen med Trollhätteglass tog man även över dess fabrik i Nacka.
Den tidigare Trollhätteglassfabriken i Nacka lades ner mot slutet av 1980-talet. Fabriken i Kyrkheddinge avvecklades 1995. Sommaren 1998 avvecklades även fabriken i Öjebyn.

## GB-glassar
Nuvarande sortiment [när?]
- Calippoglassar
  - Calippo Cola
- Cornettoglassar
  - Cornetto Soft
  - Cornetto Dragon
- Choiceglassar
  - Choice Vanilj & Choklad
  - Choice Toffee
  - Choice Päronpinne
- Magnumglassar
  - Magnum Classic
  - Magnum Mandel
  - Magnum Strawberry White
  - Magnum Ruby
  - Magnum Double Gold Caramel Billionaire
  - Magnum Salted Caramel & Glazed Almonds
- Daimstrut
- Daim Mint
- Haribo Push Up
- Twister
  - Twister
  - Twister Peek-a-blue
- Sandwich
- Nogger Classic
- Piggelin
- Sandwich
- Solero
  - Solero Exotic
  - Solero Mango
- Tip Top
- 88:an
- Frozen II Olaf
- Ben & Jerry's Cookie Dough Peace Pop
- Igloo cola
- Marabou Apelsinkrokant

80-tal
- Big Top
- Lollipop
- X15

Lakritsglassar
- Lakritspuck (lanserad 1982)
- Spöket (lanserad 1994)
- Black Fire (lanserad 1997)
- 88:an med lakritssmak (lanserad 2002)
- Nogger Black (lanserad 2005)
- Lakrits Dröm (lanserad 2016)

## Dessertglass
- Viennetta
- Carte d'or